# 西工河
西工河是中國西藏自治區林芝市墨脫縣的一條河流，发源于日青拉山南麓，向西北注入雅魯藏布江，河长约28千米，流域面积约265平方千米。流域多年平均年降水量在3500毫米左右，多年平均年径流量约7.29亿立方米；水力资源理论蕴藏量10.2万千瓦。